# Municipio de Cardona
Cardona es uno de los cuatro municipios del departamento de Soriano, Uruguay. Su cabecera es la ciudad homónima.

## Historia
El municipio de Cardona fue creado el 15 de marzo de 2010 mediante la Ley N.º 18653, perteneciente al departamento de Soriano, comprendiendo al distrito electoral MFA de ese departamento.

## Territorio y demografía
El territorio correspondiente a este municipio comprende un área total de 356,1 km², y alberga una población de 5316 habitantes de acuerdo a datos del censo del año 2023, lo que implica una densidad de población de 14,9 hab/km².

## Localidades
- Cardona (Sede) (5186 hab.)
- J. Jackson (49 hab.)

## Autoridades
La autoridad del municipio es el Concejo Municipal, compuesto por el alcalde y cuatro concejales.
| Nº | Alcalde                 | Partido          | Inicio del mandato      | Fin del mandato         | Observaciones     | Concejales                                                                         |
| -- | ----------------------- | ---------------- | ----------------------- | ----------------------- | ----------------- | ---------------------------------------------------------------------------------- |
| 1  | Raúl Bertinat           | Partido Nacional | 9 de julio de 2010      | 8 de julio de 2015      | Alcalde elegido   |                                                                                    |
| 2  | Ruben Valentín Martínez | Partido Nacional | 9 de julio de 2015      | 26 de noviembre de 2020 | Alcalde elegido   | Dionisio Ferreira (PN) Raúl E. Bertinat (PN) Pablo Ponce (FA) Sylvia Gabarrot (FA) |
| 3  | Ruben Valentín Martínez | Partido Nacional | 27 de noviembre de 2020 | 2025                    | Alcalde reelegido | Damián Clavell (PN) Valentina Sanguinetti (PN) Paula Cabrera (PN) Hugo García (FA) |
| 4  | Gabriel Bentancur       | Partido Nacional | Julio de 2025           | 2030                    | Alcalde elegido   | Juan Álvarez (PN) Raquel Pérez (PN) Gabriela Magnano (PN) Mónica Castro (FA)       |